# Drosophila atripex
Drosophila atripex är en tvåvingeart som beskrevs av Bock och Wheeler 1972. Drosophila atripex ingår i släktet Drosophila och familjen daggflugor.
Artens utbredningsområde är Sydostasien och Nya Kaledonien.